# Misión Carismática Internacional
Misión Carismática Internacional (MCI) es una megaiglesia carismática que opera bajo un sistema celular, con César Castellanos y Claudia Rodríguez a la cabeza.
Es una organización centralizada multisede. Recibieron la inspiración de parte de la iglesia del Pastor David Cho, la iglesia más grande del mundo ubicado en Corea Del Sur. 
César Castellanos es el presidente "nacional e internacional" de la organización y toma decisiones ejecutivas a través de "directivas presidenciales"; el pastor Elquin Gamba es el gerente y representante legal.
Su sede principal está ubicada en Bogotá, en la Avenida de las Américas con Norte-Quito-Sur, frente a la estación CAD.

## Historia
La MCI fue fundada en 1983 por César y Claudia Castellanos como un grupo de reuniones con 8 personas. El Pastor César Castellanos declaró que recibió la "Visión de multiplicación" luego de un viaje en 1983 junto con la promesa de Génesis 12:2. También viajó a Corea del Sur en 1986, donde quedó admirado por el éxito de la estrategia celular utilizada en la Iglesia del Evangelio Pleno de Yoido, dirigida por el pastor David Yonggi Cho. Castellanos aplicó esta estrategia en su propia iglesia, dándole un matiz de insistencia en el número 12. La estrategia surtió efecto, consiguiendo tener 18 sedes alrededor de Colombia y estar presente en países como Estados Unidos, México, Chile, Brasil, Perú, Ecuador, Bolivia,Venezuela, Costa Rica y Argentina en América; Suiza, España, Reino Unido y Francia en Europa; Filipinas, Corea del Sur y Rusia en Asia; y Sudáfrica.
Entre 1996 y 2008 la Congregación rentó el Coliseo Cubierto El Campín, cuando el Coliseo se llenaba la Congregación tuvo la necesidad de rentar el Estadio Nemesio Camacho El Campín, llegó a realizar 3 reuniones de jóvenes los sábados y 5 reuniones "familiares" o de los ministerios de adultos, los domingos En 2007, la organización afirmó tener más de 250.000 miembros en el mundo, organizados en una estructura de pequeños grupos de trabajo o células, estrategia de trabajo adoptada del Pastor coreano David Yonggi Cho. La iglesia desarrolla su actividad de proselitismo bajo la Visión G12 (Gobierno de los 12), la cual se basa en la tutoría de 12 líderes, similares en el método a lo realizado por Jesús y las 12 tribus de Israel.
Hay un amplio listado de actividades económicas relacionadas en el objeto social de la iglesia, como la prestación de servicios turísticos, la organización de congresos y convenciones, la explotación de servicios de telecomunicaciones, grabación y reproducción del sonido, y la importación y exportación de todo tipo de mercancía, en especial de discos compactos; a los pastores César y Claudia Castellanos se les debe rendir cuentas de estas actividades.
Esta organización religiosa posee por lo menos 17 propiedades en Colombia y un predio en el condado de Dade, en Miami, Estados Unidos, avaluado en 2.665.000 dólares, con un área de 11,8 mil metros cuadrados.

## Estadísticas
Según un censo de la asociación en 2022, tendría 142 iglesias. Con sedes en distintas ciudades de Colombia y en a nivel internacional países como Perú, Chile, Argentina, Bolivia, Uruguay, Paraguay, Brasil, Ecuador, Venezuela, Panamá, Guatemala, México, Estados Unidos, Francia, Holanda, España, Reino Unido y Canada.

## Incursión en la política
Esta congregación se ha caracterizado por ser pionera en la incursión de cristianos en la política, principalmente por parte de la pastora Claudia Castellanos, quien junto a César Castellanos, fundaron el Partido Nacional Cristiano en 1989 y en 1990 sirvió de plataforma electoral para la candidatura de presidencia de la República, sin embargo este tuvo una vida efímera.
Esta incursión ha recibido críticas por su nepotismo –en el que familiares y líderes religiosos cercanos a los pastores han recibido empleos en cargos públicos y han sido apadrinados en sus carreras políticas– y por el uso de la iglesia como escenario de proselitismo político por parte de los pastores. Según investigadores en ciencias sociales, esta organización se encuentra entre el grupo de organizaciones pentecostales colombianas que han logrado convertir el capital religioso (la autoridad sobre los fieles) en capital político (votos) con relativo éxito y en las urnas o en el proselitismo político, los feligreses encuentran una oportunidad de expresar su obediencia a Dios que equivale a obediencia a “sus siervos” (pastores y líderes religiosos).
Empresas asociadas a la congregación aportan a las campañas políticas de Claudia Castellanos, entre ellas están G12 Congresos y Convenciones, y Grupo Visión, compañía de producción audiovisual, así como el pastor Elquin Gamba, gerente y representante legal de la organización religiosa.

## Medios de Comunicación
La Misión Carismática Internacional cuenta con una emisora en Bogotá llamada G12 Radio emitiendo su señal en 1550 kHz, hasta 2020 contó con una emisora en Cúcuta en 1310 kHz. También tuvieron un programa llamado Conociendo la Verdad, programa producido por G12 Televisión que fue emitido en el Canal Enlace y en el Canal 1.
Actualmente cuenta con la plataforma streaming G12.tv que transmite las convenciones en vivo y también ofrece membresía "premium" que permite el acceso a enseñanzas en video por un costo adicional.